# چرخ‌ریسک سینه‌حنایی
چرخ‌ریسک سینه‌حنایی یا چرخ‌ریسک پیر دیوید (نام علمی: Poecile davidi)، گونه‌ای از پرندگان خانواده چرخ‌ریسکان و بومی چین مرکزی در جنوب گانسو، غرب هوبئی، جنوب شنشی و سیچوآن است.
۱۲–۱۳ سانتیمتر (۴٫۷–۵٫۱ اینچ) با وزن ۱۰–۱۲٫۵ گرم (۰٫۳۵–۰٫۴۴ اونس) و از نظر ظاهری شبیه به چرخ‌ریسک سرسیاه وابسته یعنی (P. lugubris) است، با سری سیاه و گونه‌های سفید، پشت خاکستری مایل به قهوه‌ای تیره، بال‌ها و دم و زیرتنه قهوه‌ای زنگ‌زده.